# Karol Dobiaš
Karol Dobiaš (* 18. prosince 1947 Trnava) je bývalý slovenský fotbalový obránce a později trenér.

## Fotbalová kariéra
Mezi největší úspěchy jeho hráčské kariéry patří účast na MS 1970 a vítězství na ME 1976. Za Československo odehrál 67 zápasů a dal 6 gólů, v I. lize nastoupil ve 344 zápasech a trefil se 20×. Se Spartakem Trnava se stal pětinásobným mistrem ČSSR, byl zvolen nejlepším československým fotbalistou roku 1970 a 1971. Třikrát vyhrál Československý pohár (v letech 1967, 1971 a 1975). Aktivní kariéru ukončil v belgickém Lokerenu, nyní žije v České republice. Jeho manželkou byla do své smrti v listopadu 2022 Alica Dobiašová, někdejší personalistka v pražské Technické správě komunikací a bývalá házenkářka.
O jeho životě a kariéře vyšla v roce 1992 kniha s názvem PATINO – O fotbalistovi, který chtěl pořád jen vyhrávat. Jejím autorem je český publicista Pavel Skramlík.
V roce 2008 spolupracoval jako fotbalový expert s českou verzi stanice Eurosport při turnaji EURO 2008.

## Ligová bilance
| Ročník                                   | Zápasy | Góly | Klub            |
| ---------------------------------------- | ------ | ---- | --------------- |
| 1. československá fotbalová liga 1966/67 | 26     | 0    | Spartak Trnava  |
| 1. československá fotbalová liga 1967/68 | 21     | 3    | Spartak Trnava  |
| 1. československá fotbalová liga 1968/69 | 22     | 2    | Spartak Trnava  |
| 1. československá fotbalová liga 1969/70 | 12     | 0    | Spartak Trnava  |
| 1. československá fotbalová liga 1970/71 | 29     | 0    | Spartak Trnava  |
| 1. československá fotbalová liga 1971/72 | 28     | 1    | Spartak Trnava  |
| 1. československá fotbalová liga 1972/73 | 28     | 0    | Spartak Trnava  |
| 1. československá fotbalová liga 1973/74 | 29     | 1    | Spartak Trnava  |
| 1. československá fotbalová liga 1974/75 | 26     | 1    | Spartak Trnava  |
| 1. československá fotbalová liga 1975/76 | 30     | 0    | Spartak Trnava  |
| 1. československá fotbalová liga 1976/77 | 26     | 3    | Spartak Trnava  |
| 1. československá fotbalová liga 1977/78 | 21     | 0    | Bohemians Praha |
| 1. československá fotbalová liga 1978/79 | 24     | 5    | Bohemians Praha |
| 1. československá fotbalová liga 1979/80 | 22     | 4    | Bohemians Praha |
| 1. belgická fotbalová liga 1980/81       | 18     | 0    | KSC Lokeren     |
| 1. belgická fotbalová liga 1981/82       | 20     | 0    | KSC Lokeren     |
| 1. belgická fotbalová liga 1982/83       | 30     | 0    | KSC Lokeren     |
| CELKEM                                   | 412    | 20   |                 |

## Trenérská kariéra
V lize trénoval Spartak Hradec Králové (1988/89), Zbrojovku Brno (1990/91) a Spartu Praha (1992/93) a (1993/94)